# Estación Sauce de Luna
Sauce de Luna es una estación de ferrocarril ubicada en la localidad del mismo nombre del Departamento Federal en la Provincia de Entre Ríos, República Argentina. 

## Servicios
Se encuentra precedida por el Apeadero Primer Congreso y le sigue la Estación Conscripto Bernardi.